# Liste der Kategorien des Venus Award
Dieser Artikel gibt eine Übersicht über ehemalige Preiskategorien des Erotikpreises Venus Award bis 2004.

## Darstellerpreise
Beste Darstellerin
- 1998: Tania Russof

Beste Darstellerin (Deutschland)
- 1997: Kelly Trump
- 1999: Kelly Trump
- 2000: Gina Wild
- 2001: Kelly Trump
- 2002: Mandy Mystery, Isabel Golden
- 2003: Denise la Bouche
- 2004: Tyra Misoux

Beste Darstellerin (Ungarn)
- 2003: Michelle Wild
- 2004: Nikki Blond

Beste Darstellerin (Frankreich)
- 2003: Mélanie Coste

Beste Darstellerin (Europa)
- 1997: Sarah Young
- 1999: Rita Cardinale
- 2000: Bettina Campell
- 2001: Monique Covet
- 2003: Julia Taylor
- 2004: Katsuni

Beste Darstellerin (Osteuropa)
- 2002: Monique Covet und Rita Faltoyano

Beste Darstellerin (International)
- 2000: Bettina Campell
- 2015: Anike Ekina

Beste Darstellerin (Skandinavien)
- 2003: Tanya Hansen

Beste Darstellerin (Vereinigte Staaten)
- 2000: Tina Cheri
- 2001: Bridgette Kerkove
- 2002: Jodie Moore und Tera Patrick
- 2004: Jesse Jane

Bester Darsteller (Vereinigte Staaten)
- 2003: Lexington Steele

Bester Darsteller (Deutschland)
- 2000: Titus Steel
- 2001: Zenza Raggi (Karim)
- 2003: Conny Dachs
- 2004: Markus Waxenegger
- 2013: Chris Hilton
- 2014: Jean Pallett
- 2015: Diether von Stein

Bester Darsteller (Europa)
- 2000: Rocco Siffredi
- 2001: Toni Ribas
- 2002: Toni Ribas
- 2003: Rocco Siffredi
- 2004: Nacho Vidal

Beste Nachwuchs-Darstellerin (Ungarn)
- 2003: Maya Gold

Beste Nachwuchs-Darstellerin (Frankreich)
- 2004: Priscila Sol

Beste Nachwuchs-Darstellerin (Europa)
- 2003: Laura Angel
- 2004: Cristina Bella

Beste Nachwuchs-Darstellerin (Vereinigte Staaten)
- 2003: Sunrise Adams

Beste Nachwuchs-Darstellerin (Deutschland)
- 1998: Donna Vargas
- 1999: Gina Wild
- 2000: Julia Taylor
- 2001: Tara Young
- 2002: Kyra Shade
- 2003: Sharon da Vale
- 2004: Janine LaTeen/Vivian Schmitt

Bester Nachwuchs-Darsteller
- 2000: Manuel Rosari
- 2001: Sachsen-Paule

Bester Gay-Darsteller 
- 2000: Kai Hart
- 2001: Antoine Mallet

## Filmpreise
Bestes Soft-Video
- 2000: Princess Chantal Chevaliér: Tips & Tricks einer Erotic-Queen
- 2001: Die Teufelsinsel
- 2002: Better-Sex-Line
- 2003: Fesselnde Knotenkunst aus Fernost

Bester Film (Benelux)
- 2003: Wasteland (Bizarre Spielchen)

Bester Film (Spanien)
- 2003: The Fetish Garden

Bester Film (Frankreich)
- 2003: Melanie, La Jouisseuse
- 2004: Parfum du Desir

Bester Film (Skandinavien)
- 2003: Pink Prison (dt. Hinter Gittern gevögelt)

Bester Film (Vereinigte Staaten)
- 2000: My Daughter 1 und 2
- 2001: Les Vampyres
- 2002: Perfect
- 2003: Space Nuts
- 2004: Compulsion

Bester Film (Ungarn)
- 2003: The Garden of Seduction

Bester Film (Italien)
- 2003: La Dolce Vita
- 2004: Life

Bester Film (Deutschland)
- 2000: Napoli
- 2001: Mätressen
- 2002: Faust
- 2003: Die 8. Sünde
- 2004: Penocchio

'Bester Film (Europa)' 
- 2000: Das Netz
- 2001: Divina – Der Weg zum Ruhm
- 2002: The Private Gladiator
- 2003: Cleopatra
- 2004: Millionaire

Bester Film (International)
- 1999: Sex Shot
- 1998: Baron of Darkness, Hauptdarstellerin: Madalina Ray

Beste Video Serie (International)
- 2003: Balls Deep

Beste Video Serie (Europa)
- 2004: Rocco’s Sexy Girls

Beste Video Serie (Deutschland)
- 2000: Excuse Me
- 2003: Black Hammer
- 2004: H D S S S G

Best Gay Movie (International)
- 2001: C'est la vie – Jean Daniel Cadinot
- 2003: French erection
- 2004: Sex around the clock

Best Gay Movie (Deutschland)
- 2000: Dschungel-Boys

## Regiepreise
Ungarn 
- 2003: Don Sigfredo

 Skandinavien 
- 2003: Mike Beck

 Frankreich 
- 2003: Alan Payet

 Italien 
- 2003: Mario Salieri
- 2004: Mario Salieri

 Deutschland 
- 2000: Nils Molitor
- 2001: Harry S. Morgan
- 2003: Nils Molitor
- 2004: Harry S. Morgan

 Europa 
- 2002: Antonio Adamo und Mario Salieri
- 2003: KOVI
- 2004: Kovi

 USA 
- 2002: Andrew Blake
- 2004: Robby D.

Bester Serien-Regisseur
- 1997: Harry S. Morgan

Best Gay director International
- 2003: Jean Daniel Cadinot
- 2004: Marcel Bruckmann

## Sonstige Kategorien
Bester Fotograf
- 2000: Guido Thomasi
- 2001: Uwe Kempon

Beste Kamera
- 2004: Nils Molitor

Bestes erotisches PC-Game
- 2003: Airline 69 – Return to Casablanca

Beste erotische Bühnendarbietung
- 2003: Tammy's erotic show

Bestes Cover
Deutschland
- 2000: Nikita X – Licence to Fuck
- 2003: Fesselnde Knotenkunst aus Fernost
- 2004: Der Club des anspruchsvollen Herrn

Beste Cumshot-Szenen
- 2002: Betty Extrem

Bestes Newcomer-Label (Deutschland)
- 2003: Testosteron Film
- 2004: Bad Ass
- 2014: Chris Hilton Entertainment

Bestes Erotikmagazin (Deutschland)
- 1998: peep!
- 2003: Coupe

Beste Produktkampagne (Deutschland)
- 2002: Mandy-Mystery-Line
- 2003: DVD Cash Abo

Beste B2C-Website
- 2003: Fundorado.com
- 2004: Fundorado.com

Beste Internet-Präsenz
- 2003: www.pelladytower.com
- 2004: www.dejanproduction.de

Beste Internet-Innovation
- 2003: www.movieon.beate-uhse.com

Beste Medienpräsentation
- 1999: Chantal Chevalier

100 Filme einer Serie
- 2003: Happy Video Privat

Erotische Idee
- 2003: Poppp-Stars

Spezielle Internet-Idee
- 2003: oh-sandy.de

Special Product Award
- 2003: Nature Skin Toys

Special Jury Awards
- 2003: Marc Anthony, 6-Star by Diana, Videoserie PIMMEL BINGO, www.private.com
- 2003: Dolly Buster

Special Internet Site
- 2004: ueber18.de, RESISTO IT GmbH / Tobias Huch

Special Honorary Award
- 2003: Gerd Wasmund alias Mike Hunter
- 2003: Harry S. Morgan

Bestes DVD-Produkt (Deutschland)
- 2003: Triebige Swinger
- 2004: Millionaire

Bestes DVD-Produkt (Europa)
- 2003: La Dolce Vita

Beste Newcomer-Company
- 2001: Inflagranti Film
- 2004: EVS

Vertriebsgesellschaft des Jahres
- 2003: Orion Wholesales
- 2004: VPS Film-Entertainment

Gesellschaft des Jahres
- 2003: MMV
- 2004: MMV Multi Media Verlag

Innovation des Jahres
- 2003: Dolly Buster at Vodafone-live

## Ehrenpreise
Lifetime Achievement Award
- 2000: Dolly Buster
- 2001: Dirk Rotermund
- 2002: Moli

Venus Ehrenpreis (Frankreich)
- 2001: Marc Dorcel

Venus Ehrenpreis (Italien)
- 2001: Mario Salieri